# Lepidagathis perrieri
Lepidagathis perrieri är en akantusväxtart som beskrevs av Raymond Benoist. Lepidagathis perrieri ingår i släktet Lepidagathis och familjen akantusväxter. Inga underarter finns listade i Catalogue of Life.